# Otolemur crassicaudatus
El gálago de cola ancha (Otolemur crassicaudatus), es un primate lorisiforme nocturno, el mayor de la familia de los galágidos.

## Características físicas
Esta especie tiene a una cabeza redondeada con un hocico corto, amplio, orejas muy grandes y ojos relativamente pequeños. La piel es gruesa y muy variable en su coloración: unos tienen una piel grisácea con la punta de cola blanca, otros una piel marrón oscura con la punta negra. Los animales de colores más claros se encuentran principalmente en áreas secas y bajas, mientras los animales más oscuros viven en territorios más altos, más húmedos.
El gálago de cola ancha tiene una longitud corporal de 26 a 47 cm (32 cm por término medio), una cola de 29 a 55 cm y un peso de 0,5 a 2 kg. El peso oscila entre 1 y 2 kg, con un peso medio de los machos de 1,2 kg y de las hembras de 1,4 kg. Es el mayor de los galágidos.

## Distribución
Es una especie común en África austral y oriental. Las poblaciones más grandes pueden encontrarse en Angola, Tanzania y sur de Kenia, y las costas de Somalia.

## Comportamiento
Es un animal nocturno y arbóreo. Durante el día, descansa en un árbol hueco o entre la vegetación densa. Su dieta consiste en fruta (como bayas o higos), semillas, goma de acacia, flores, insectos, babosas, reptiles y pequeñas aves.
Vive en pequeños grupos en un territorio de unas pocas hectáreas que marcan con la orina y un aderezo especial producido en una glándula del pecho.

## Subespecies
Existen dos subespecies reconocidas de O. crassicaudatus:
- O. c. crassicaudatus
- O. c. kirkii

La UICN considera a Otolemur monteiri como una tercera subespecie. Otras fuentes la tratan como una especie separada, aunque con dudas. La Lista Roja de la UICN incluye las tres formas individualmente y les aplica el estatus de bajo preocupación menor.